# Ceneselli
Ceneselli (velenceiül Senezełi) település Olaszországban, Veneto régióban, Rovigo megyében. Lakosainak száma 1539 fő (2023. január 1.). Ceneselli Calto, Castelmassa, Castelnovo Bariano, Giacciano con Baruchella, Salara és Trecenta községekkel határos.

## Népesség
A település lakossága az elmúlt években az alábbi módon változott:
| Lakosok száma | 1683 | 1636 | 1539 |
|               | 2017 | 2018 | 2023 |